# Dan Cage
Daniel Robert Cage, detto Dan (Indianapolis, 5 gennaio 1985), è un ex cestista, allenatore di pallacanestro e dirigente sportivo statunitense.

## Carriera
Nel 2017-18 è stato vice-allenatore della University of Pittsburgh dopo una stagione come Director of basketball operations..